# أبو سعيد الباجي
أبو سعيد خلف بن يحي التميمي الباجي اشتهر باسم «سيدي بو سعيد», ولد سنة 1156 في مدينة باجة و توفي سنة 1230 بضاحية سيدي بو سعيد في تونس العاصمة، عالم دين من تونس أحد أشهر متصوفيها، تتلمذ على الشيخ شعيب أبو مدين، ومن أشهر تلاميذه أبو الحسن الشاذلي والسيدة المنوبية.

## نشأته
ولد أبو سعيد الباجي سنة 551هـ في مدينة باجة التونسيّة وبها حفظ القرآن ثم إنتقل لتونس أين تلقّى تعلّميه في جامع الزيتونة.

 عمل خيّاطا قبل أن يصبح زاهدا متصوّفا حيث أصبح له كان له حراك اجتماعي ودعوي واسع في تونس، وتميّز بتصوفه وبمساهمته في حماية الحدود البحرية لتونس من أي اعتداء، وذلك بمراقبته للسواحل التونسية.

### الحج لمكّة
ارتحل الباجي سنة 1207م/603هـ إلى المشرق للقيام بالحجّ و بقي هناك ثلاث سنوات قضاها أساسا بمكة ثم انتقل إلى الشام لتأدية الزيارات. بقي هناك إلى أن عاد لتونس سنة 1209م/606هـ. و قد استفاد كثيرا من هذه الرحلة حيث أنه عندما عاد لبلده بدأ في تدريس كتب ابن الجوزي والقشيري.

## وفاته
توفي أبو سعيد الباجي سنة 1230م/628هـ عن عمر يناهز 77 سنة بمحاذاة الساحل الشمالي لتونس العاصمة في منطقة جبل منارة قرطاج و دفن فيه وهو الذّي حمل اسمه فيما بعد وذاع صيته وهو ضاحية سيدي بوسعيد.
.

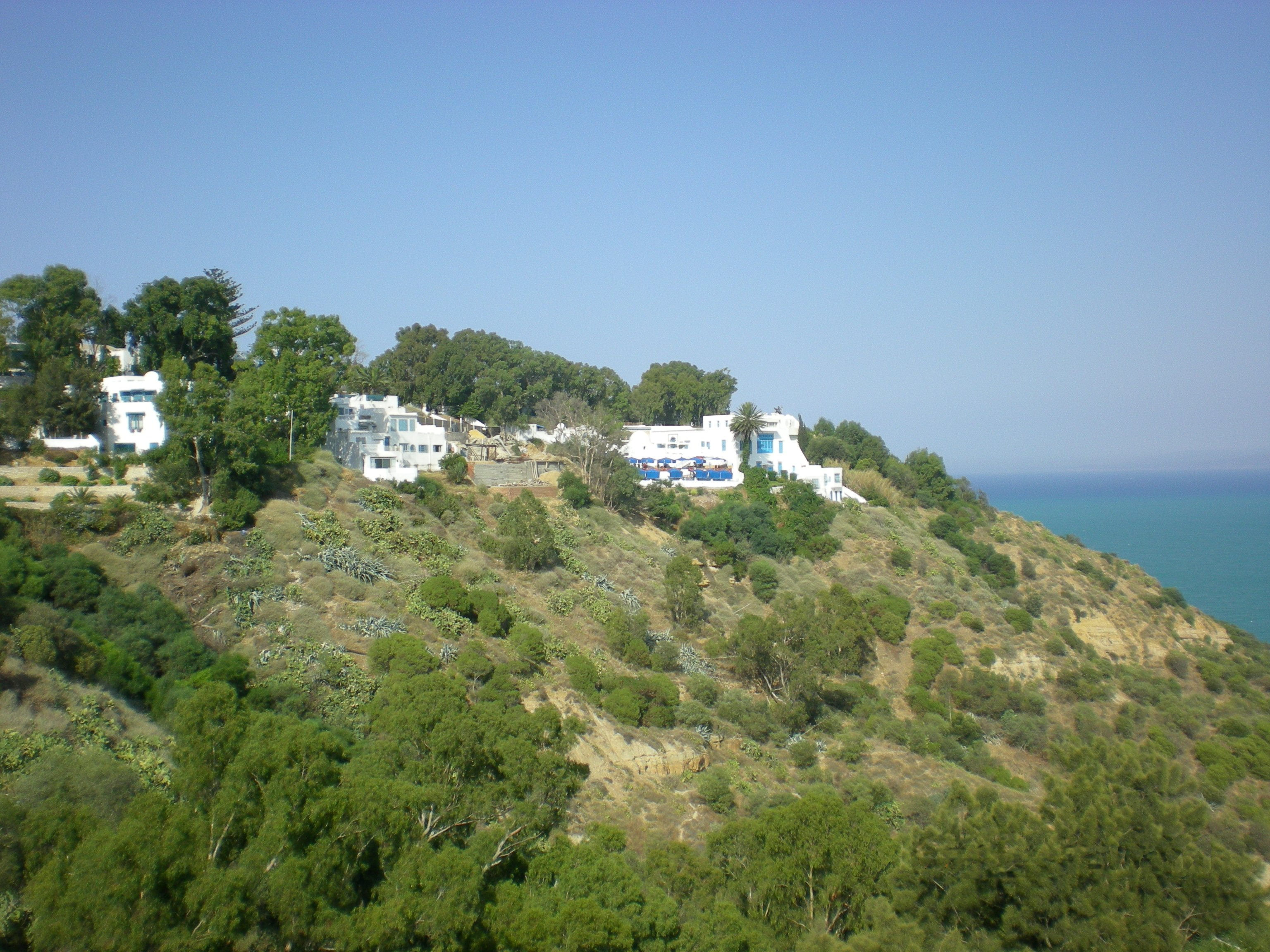
جانب من الهضبة التي أقام بجوارها سيدي بو سعيد والتي حملت المنطقة فيما بعد اسمه
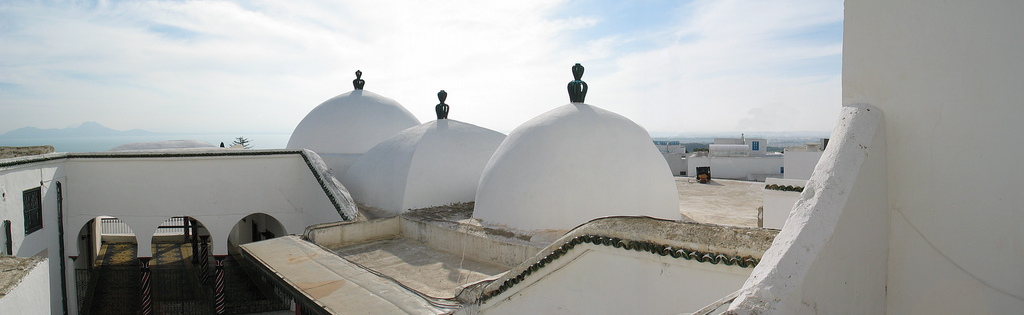
مسجد سيدي بوسعيد
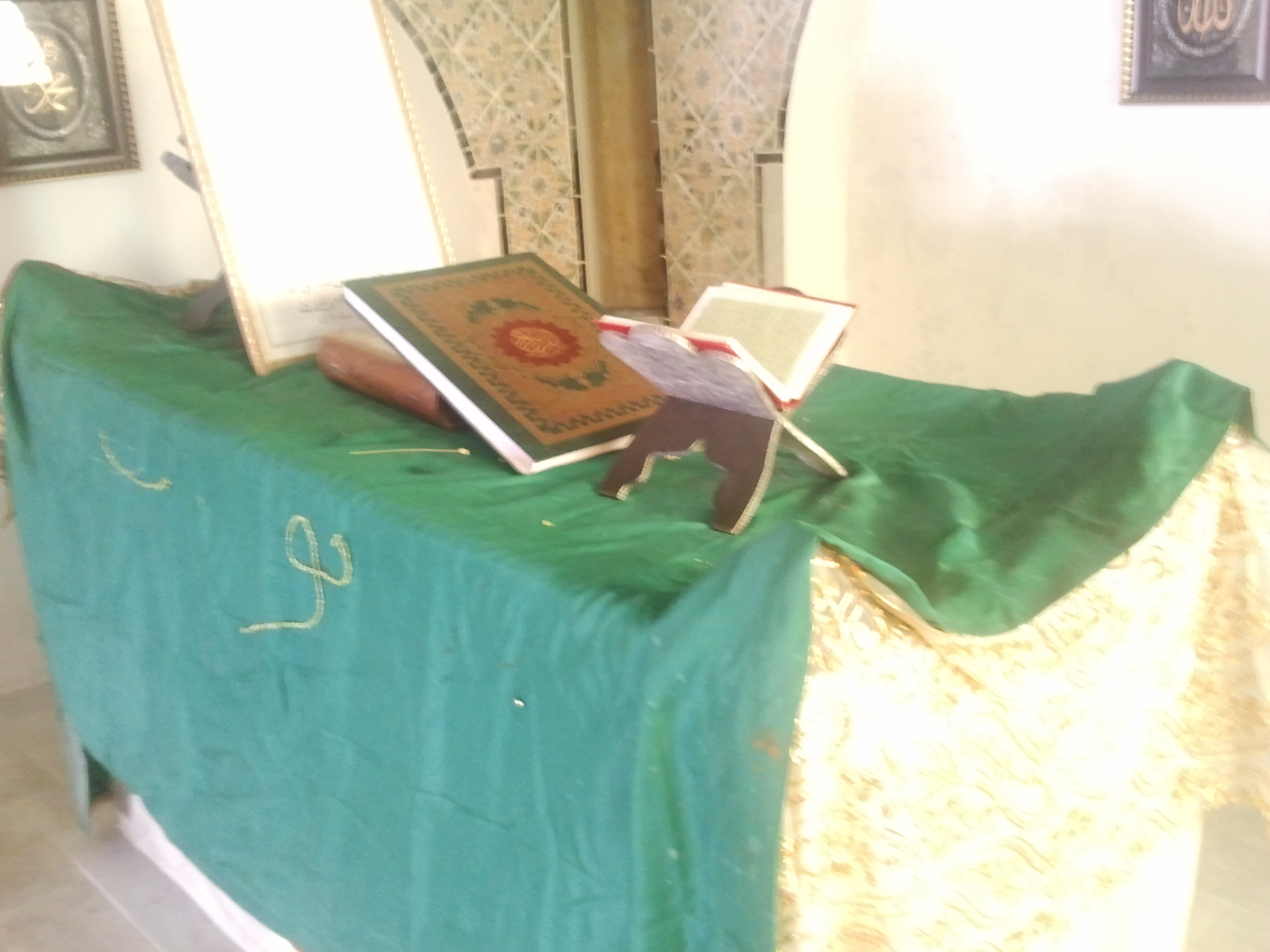
قبر سيدي أبو سعيد الباجي المحاذي للمسجد
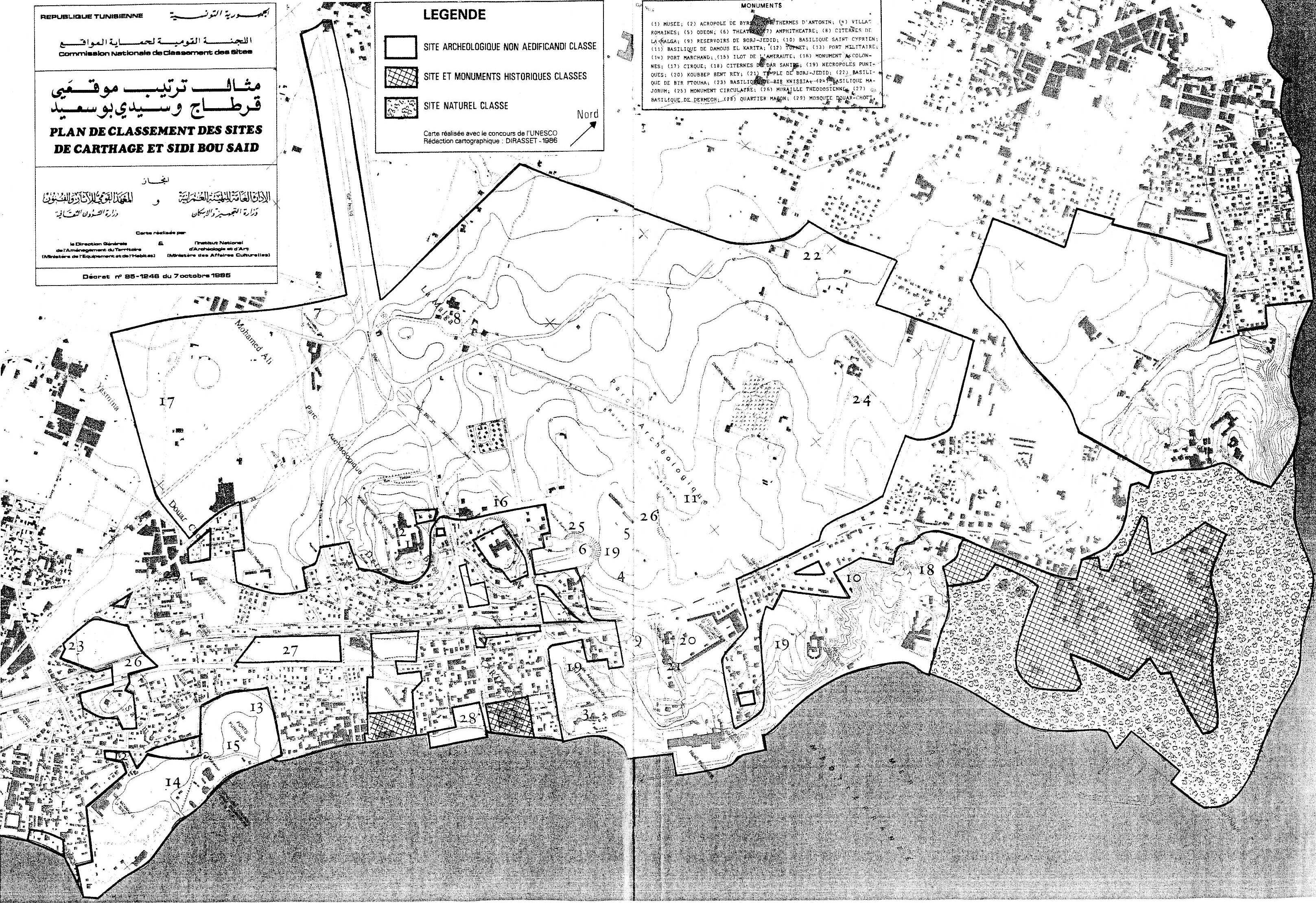
خارطة للمنطقة التي أقام وتوفي بها سيدي بوسعيد والتي حملت اسمه